# Viaducte Pulvermuhl
El viaducte Pulvermuhl (en luxemburguès: Biisser Bréck) és un viaducte ferroviari de dues vies, situat a Pulvermuhl, a l'est de la ciutat de Luxemburg, al sud de Luxemburg. El viaducte creua la vall del riu Uelzecht entre la sortida nord de la l'estació de Luxemburg i el plateau Rham. El viaducte té dos pilars i 4 suports intermedis de formigó armat buit, amb el suport de profundes fonaments de formigó armat buit amb una coberta del pont formada per una estructura de material compost fet una estructura de metall i una llosa tubular triangular de formigó armat.